# 苫谷直樹
苫谷 直樹（とまたに なおき、1988年10月21日 - ）は、日本の元ラグビー選手。現在ジャパンラグビーリーグワン日野レッドドルフィンズの広報を務めている。

## プロフィール
- 広島県出身[1]。
- ポジションはセンター(CTB)。
- 身長 176 cm、体重 91 kg

## 略歴
2007年、崇徳高校卒業後、東海大学に入る。
2011年、東海大学卒業後、日野自動車レッドドルフィンズに加入。同年9月11日に行われたトップイーストリーグDiv.1第1節の釜石シーウェイブス戦に先発出場で公式戦初出場を果たす。
2018年、日野自動車レッドドルフィンズを退団した。